# فاتكا
المقصود بالمختصر ”فاتكا” هو قانون الامتثال الضريبي الأمريكي. وهو القانون الذي صدر في الولايات المتحدة الأمريكية، ويهدف إلى التصدي لعمليات التهرب الضريبي لبعض الأشخاص الأمريكيين من خلال استخدام حسابات تفتح في مؤسسات مالية أجنبية خارج الولايات المتحدة.
أراء القانونيون في المنطقة العربية :

المحامية ندى بورحمة من مكتب المحامي مشاري العصيمي أفادت بأن القوانين الاميركية الحالية المرتبطة بالضرائب تهم ممن لديهم عقارات في الولايات المتحدة أو لديهم الرغبة في الاستحواذ العقاري الاميركي، أو من الجهات الكويتية الملزمة بالإفصاح الضريبي الاميركي.